# João Paulo Correia
João Paulo Moreira Correia (28 de setembro de 1976) é um gestor, deputado e político português. Ele é deputado à Assembleia da República na XIV legislatura pelo Partido Socialista. Ele é licenciado em Organização e Gestão de Empresas.